# Erling Eidem

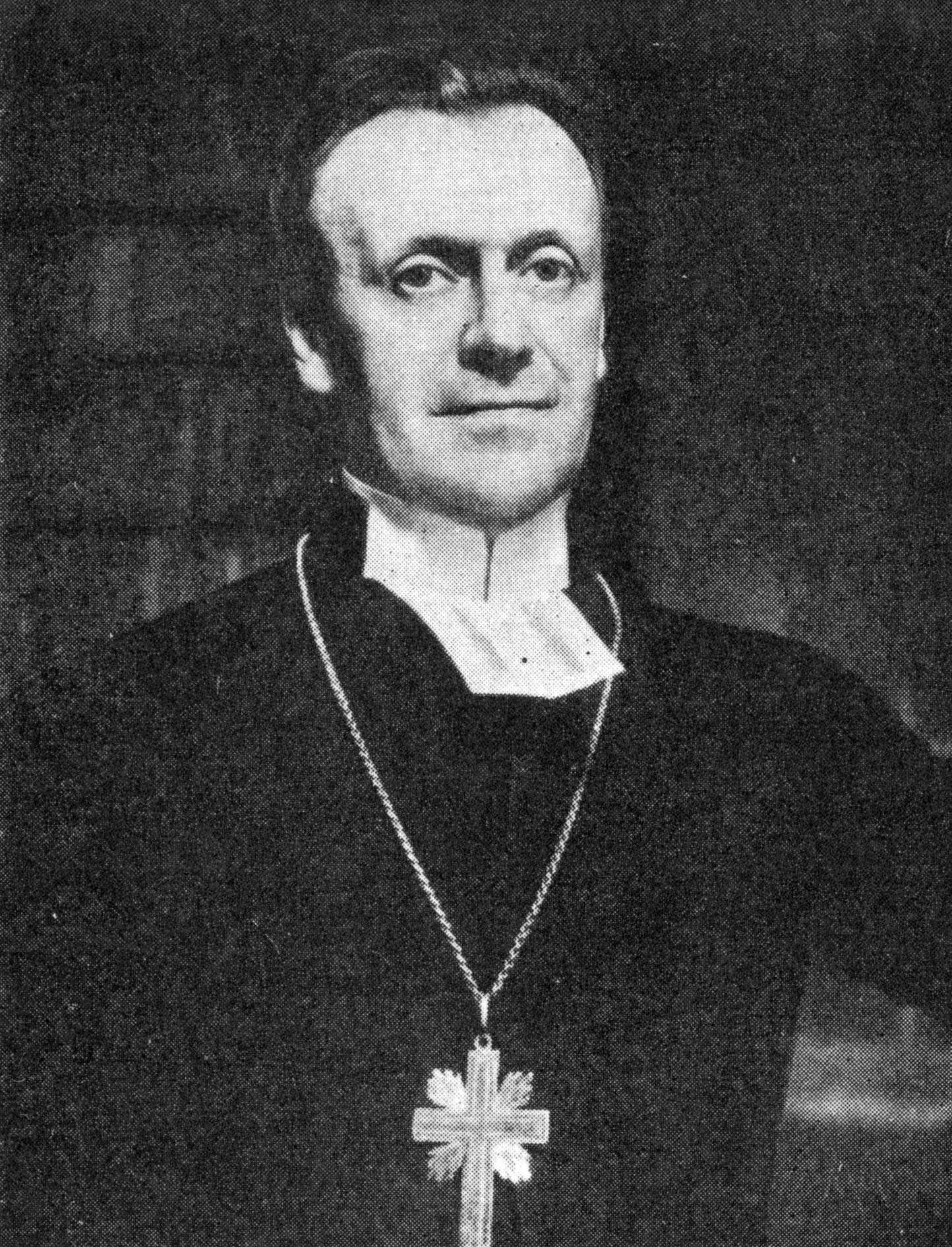
Eidem in den 1930er Jahren

Erling Eidem (* 23. April 1880 in Göteborg; † 14. April 1972 in Vänersborg) war ein schwedischer lutherischer Geistlicher. Er amtierte von 1932 bis 1950 als Erzbischof von Uppsala.

## Leben
Eidem studierte an den Universitäten Göteborg und Lund wurde 1913 mit einer Arbeit über die Bildsprache des Paulus (Pauli bildvärld. Bidrag till belysande av apostelns omgivning, uttryckssätt och skaplynne. 1. Athletæ et milites Christi) promoviert. Von 1913 bis 1924 war er Dozent an der Universität Lund, anschließend bis 1928 Pfarrer in Gårdstånga, daneben ab 1926 außerordentlicher Professor an der Universität Uppsala. 1928 erhielt er die ordentliche Professur für Neues Testament in Lund. Im Dezember 1931 wurde er zum Nachfolger von Nathan Söderblom als Erzbischof bestimmt und amtierte von seiner Einführung am 22. Mai 1932 bis zu seiner Emeritierung 1950 als höchster Repräsentant der Schwedischen Kirche. Ab 1940 war er zugleich Oberhofprediger; dieses Amt gab er erst 1959 auf. Er taufte 1946 den jetzigen König Carl XVI. Gustaf.
Eidem war Deutschland freundlich verbunden und übernahm 1932, um der deutschen evangelischen Kirche aus der Isolierung zu helfen, das Präsidium der Luther-Akademie in Sondershausen. In der Zeit des Kirchenkampfes versuchte er, einen offenen Bruch mit der von den Deutschen Christen kontrollierten Reichskirche zu vermeiden, unterstützte aber die Bekennende Kirche. 1934 versuchte er, in einer persönlichen Audienz auf Adolf Hitler einzuwirken. Unter anderem über Dietrich Bonhoeffer und Max Josef Metzger hielt er Kontakt zu Kreisen des deutschen Widerstandes.
1945 übernahm Eidem anstelle des durch seine engen Verbindungen zum Nationalsozialismus belasteten August Marahrens den Vorsitz des Lutherischen Weltkonvents, aus dem 1947 der Lutherische Weltbund hervorging. Auf der Gründungsversammlung des Ökumenischen Rats der Kirchen 1948 wurde er zu einem der Präsidenten gewählt.

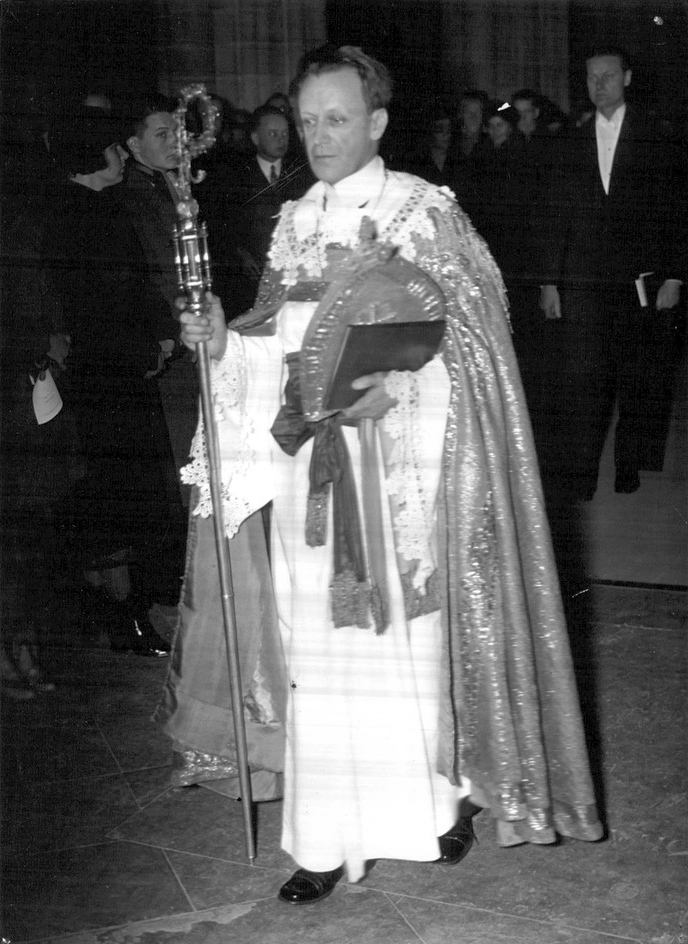
Eidem mit Bischofsstab und Mitra

Eidem war seit 1909 mit Elisabeth Eklund, einer Tochter des Theologieprofessors Pehr Eklund, verheiratet.

## Ehrungen
Eidem wurde mit mehreren hohen Orden ausgezeichnet, unter anderem mit dem (schwedischen) Seraphinenorden, dem Großkreuz des (dänischen) Dannebrogordens, dem Großkreuz des Finnischen Ordens der Weißen Rose und dem (estnischen) Orden des Adlerkreuzes (1. Klasse). Ferner gehörte er etlichen Akademien und Gelehrtengesellschaften an, darunter der Kungliga Vetenskaps- och Vitterhetssamhället i Göteborg. Zahlreiche Universitäten (Tübingen 1932, Edinburgh 1933, Prag 1937, Oxford 1937, Delaware 1938, Sopron 1947, Åbo 1948, Augustana College, Rock Island, Illinois 1948) zeichneten ihn mit der Ehrendoktorwürde aus.